# Timur Biżojew
Timur Asłanowicz Biżojew (ros. Тимур Асланович Бижоев; ur. 22 marca 1996) – rosyjski zapaśnik startujący w stylu wolnym. Brązowy medalista mistrzostw świata w 2021 i mistrzostw Europy w 2019. Pierwszy w Pucharze Świata w 2019. Brązowy medalista mistrzostw świata wojskowych w 2023. 
Trzeci na MŚ U-23 w 2018 i kadetów w 2013. Trzeci na mistrzostwach Rosji w 2018, 2019 i 2020 roku.